# Orde voor Militaire Dienst
De Maleisische Orde voor Militaire Dienst (Maleis: "Panglima Gagah Angkatan Tentera") werd op 16 september 1983 door de Koning van Maleisië, Sultan Ahmad Shah Al-Mustain Billah van Pahang, ingesteld. De orde wordt aan officieren van de federale strijdkrachten verleend.De twee hoogste graden verlenen de drager adeldom.
- Grootcommandeur of "Panglima Gagah Angkatan Tentera".  Hij heeft het recht de letters PGAT achter zijn naam te plaatsen.

- Ridder-Commandeur of "Panglima Setia Angkatan Tentera". Hij heeft het recht de letters PSAT achter zijn naam te plaatsen.

- Commandeur of "Pahlawan Angkatan Tentera". Hij heeft het recht de letters PAT achter zijn naam te plaatsen.

- Officier of "Kesatria Angkatan Tentera". Hij heeft het recht de letters KAT achter zijn naam te plaatsen.

- Lid of "Bentara Angkatan Tentera". Hij heeft het recht de letters BAT achter zijn naam te plaatsen.

Het lint is rood met een donkerblauwe en lichtblauwe streep.
Zie ook: De Lijst van Ridderorden in Maleisië